# 트렌트 포드
트렌트 포드(Trent Ford, 1979년 1월 15일 ~ )는 미국의 모델, 배우이다.
애크런에서 태어났다.

## 출연 작품
- 버닝 블루 (2013년) - 다니엘 역
- 프라이멀 스크림 (2009년)
- 레즈 밤 (2008년)
- 파크 (2006년)
- 셉템버 돈 (2006년)
- 클래스 (2006년)
- 파이 스토리 (2006년)
- 아일랜드 (2005년)
- 하우 투 딜 (2003년)
- 슬랩 허, 쉬즈 프렌치 (2002년)
- 고스포드 파크 (2001년) - 제레미 브론드 역
- 디플리 (2000년)

### 텔레비전
- 웨스트 윙 (2002-03)
- 뱀파이어 다이어리 (2010-11)